# 伝統的工芸品産業の振興に関する法律
伝統的工芸品産業の振興に関する法律（でんとうてきこうげいひんさんぎょうのしんこうにかんするほうりつ、昭和49年5月25日法律第57号）は、一定の地域で主として伝統的な技術または技法等を用いて製造される伝統的工芸品が、民衆の生活の中ではぐくまれ受け継がれてきたことおよび将来もそれが存在し続ける基盤があることにかんがみ、このような伝統的工芸品の産業の振興を図り、もって国民の生活に豊かさと潤いを与えるとともに地域経済の発展に寄与し、国民経済の健全な発展に資することに関する日本の法律である。

## 資格
- 伝統工芸士